# Attila Balázs
Pour les articles homonymes, voir Balázs.
Attila Balázs, né le 27 septembre 1988 à Budapest, est un joueur de tennis hongrois, professionnel de 2007 à 2024.
Il a été champion de Hongrie et meilleur joueur hongrois entre 2008 et 2013.

## Carrière
Principalement actif dans les tournois du circuit ITF et Challenger, il y a remporté son premier titre en simple à Palerme en 2010. Il a également remporté 2 titres en double sur ce même circuit, à Banja Luka en 2008 et à Biella en 2017.
En 2012, issu des qualifications, il arrive en demi-finale du tournoi ATP 250 de Bucarest, où il est battu par l'Italien Fabio Fognini (3-6, 1-6). Sur son parcours, il élimine Martin Kližan en qualifications, Lukáš Lacko, Potito Starace et Xavier Malisse, tous classés dans le top 100, tandis qu'il était quant à lui 450e mondial. La même année, il atteint encore les huitièmes de finale à Kitzbühel.
Il est absent des courts de tennis à cause de blessures de la fin de l'année 2013 au milieu de l'année 2016. Durant cette période, il ne joue que 5 tournois. Lors de son retour sur le circuit en août 2016, il remporte 7 tournois en une saison.
En 2017, il écarte Dušan Lajović à Budapest, puis Andrey Rublev et Damir Džumhur à Umag où il atteint le deuxième tour. En septembre, il est sélectionné dans l'équipe de Hongrie de Coupe Davis pour affronter la Russie en barrages. Il perd son match de simple face à Karen Khachanov (6-3, 2-6, 612-7, 1-6), mais il remporte ensuite le match de double, associé à Márton Fucsovics, contre Konstantin Kravchuk et Daniil Medvedev (7-64, 6-4, 7-64), aidant son équipe à porter la marque à 2-1 face à la Russie. La Hongrie s'impose 3 à 1 lors de ce duel.

### 2019. Première finale ATP à Umag
En avril, il obtient une Wild-Card pour l'ATP 250 de Budapest. Au premier tour, il s'impose face au Polonais Hubert Hurkacz en deux sets. Au second tour, il crée la surprise face au finaliste en titre, l'Australien John Millman, en deux sets. Maintenant en quart de finale, il se fait sortir par le Français Pierre-Hugues Herbert en deux sets.
En juin, il essaie de se qualifier pour le Grand Chelem de Roland Garros. Il bat le Sud-Coréen Soon-Woo Kwon en deux sets, au premier tour, avant de se faire sortir par l'Autrichien Lucas Miedler, en deux sets. À la suite de cet échec, il va atteindre deux finales de Challenger, une à Prostějov, perdue face à l'Espagnol Pablo Andujar, et une autre à Bratislava, perdue face au Slovaque Norbert Gombos.
En juillet, il essaie, cette fois-ci, de se qualifier pour Wimbledon. Il passe les deux premiers tours avec brio, face au Canadien Peter Polansky puis face à l'Ukrainien Illya Marchenko, mais s'incline face à l'Espagnol Marcel Granollers, en 3 sets, aux portes du tableau final. Il se qualifie ensuite pour le tournoi ATP 250 d'Umag, en battant l'invité croate Admir Kalender, puis l'Allemand Rudolf Molleker. Dans le tableau final, il bat au premier tour l'invité croate Viktor Galović, en 3 sets, en sauvant 7 balles de match. Au second tour, il bat le Serbe Filip Krajinović, en 3 sets. En quart de finale, il s'impose face à l'Italien Stefano Travaglia, tombeur de Fabio Fognini, en 3 sets. En demi-finale, il crée la surprise en battant le Serbe, tête de série no 3, Laslo Djere, en deux sets. Il atteint donc sa première finale dans un tournoi du circuit principal. Mais il s'incline finalement face au finaliste du Master 1000 de Monte-Carlo, tête de série no 2, le Serbe Dušan Lajović.
Le 3 février 2024, il annonce sa retraite après 16 ans passés sur les cours et après plusieurs blessures dont il n'a jamais réussie à se remettre totalement.

## Palmarès

### Finale en simple messieurs
| No | Date       | Nom et lieu du tournoi          | Catégorie | Dotation  | Surface      | Finaliste     | Score    |          |
| -- | ---------- | ------------------------------- | --------- | --------- | ------------ | ------------- | -------- | -------- |
| 1  | 15-07-2019 | Plava Laguna Croatia Open, Umag | ATP 250   | 524 430 € | Terre (ext.) | Dušan Lajović | 7-5, 7-5 | Parcours |

## Parcours dans les tournois duGrand Chelem

### En simple
| Année | Open d'Australie | Open d'Australie   | Internationaux de France | Internationaux de France | Wimbledon       | Wimbledon        | US Open         | US Open           |
| ----- | ---------------- | ------------------ | ------------------------ | ------------------------ | --------------- | ---------------- | --------------- | ----------------- |
| 2020  | —                | —                  | 2e tour (1/32)           | R. Bautista-Agut         | Annulé          | Annulé           | 1er tour (1/64) | Mikhail Kukushkin |
| 2021  | 1er tour (1/64)  | R. Carballés Baena | —                        | —                        | —               | —                | —               | —                 |
| 2022  | —                | —                  | 1er tour (1/64)          | Marin Čilić              | 1er tour (1/64) | R. Bautista-Agut | —               | —                 |
| 2023  | —                | —                  | —                        | —                        | —               | —                | 1er tour (1/64) | Daniil Medvedev   |

N.B. : à droite du résultat se trouve le nom de l'ultime adversaire.

## Parcours enCoupe Davis
| #                                                         | Date          | Lieu     | Surface      | Gagnant(s)                     | Perdant(s)                          | Score                    |          |
|                                                           |               |          |              |                                |                                     |                          |          |
| 2017 - play-off (groupe mondial) - Hongrie - Russie 3:1   |               |          |              |                                |                                     |                          |          |
| 1                                                         | 15-17/09/2017 | Budapest | Terre (ext.) | Karen Khachanov                | Attila Balázs                       | 3-6, 6-3, 7-612, 6-1     | Parcours |
| 1                                                         | 15-17/09/2017 | Budapest | Terre (ext.) | Attila Balázs Márton Fucsovics | Konstantin Kravchuk Daniil Medvedev | 7-64, 6-4, 7-64          | Parcours |
|                                                           |               |          |              |                                |                                     |                          |          |
| 2018 - 1er tour (groupe mondial) - Belgique - Hongrie 3:2 |               |          |              |                                |                                     |                          |          |
| 2                                                         | 02-04/02/2018 | Liège    | Dur (int.)   | David Goffin                   | Attila Balázs                       | 6-4, 6-4, 6-0            | Parcours |
| 2                                                         | 02-04/02/2018 | Liège    | Dur (int.)   | Attila Balázs Márton Fucsovics | Ruben Bemelmans Joris De Loore      | 6-3, 6-4, 62-7, 4-6, 7-5 | Parcours |

## Classements ATP en fin de saison
| Année          | 2005 | 2006 | 2007 | 2008 | 2009 | 2010 | 2011 | 2012 | 2013 | 2014 | 2015 | 2016 | 2017 | 2018 | 2019 | 2020 |
| Rang en simple | -    | 1422 | 1067 | 305  | 307  | 191  | 424  | 264  | 521  | 1321 | -    | 424  | 169  | 189  | 133  | 92   |
| Rang en double | 1642 | 891  | 1381 | 343  | 584  | 466  | 1521 | 963  | -    | -    | -    | 1161 | 193  | 309  | 744  | 609  |

Source : (en) Classements de Attila Balázs sur le site officiel de la Fédération internationale de tennis